# پژمان قلعه‌نویی
پژمان قلعه‌نویی (زاده ۹ بهمن ۱۳۷۰ - کردکوی) پرتاب‌گر چکش اهل ایران است.
وی نماینده کشور ایران در مسابقات پرتاب چکش در بازی‌های المپیک تابستانی ۲۰۱۶ است.